# Învârtita
Învârtita (« la tournoyante ») est une danse traditionnelle roumaine.

## Description de la danse
C'est une catégorie de danses populaires répandue en Transylvanie et au Maramureș. Elles se dansent le plus souvent en couples librement dispersés sur l'aire de danse, les partenaires se font face et se tiennent pas les épaules (mains sur les omoplates) ou par la taille. La forme du mouvement le plus simple est représentée par une sorte de balancement bilatéral alternant avec des rotations rapides du couple sur place, dans un sens puis dans l'autre.

### Les styles
Il existe des formes très complexes d'învârtita qui comprennent de nombreuses pirouettes (tour rapide de la fille sur les talons, sous le bras du cavalier). Dans le même temps le garçon réalise des mouvements extrêmement difficiles exigeant une grande virtuosité.
Ce style de danse est soit binaire (2/4 ou 4/4) soit irrégulier, syncopé ou bien encore dans certaines régions, telle que la vallée d'Agrij, elle se joue en 10/16.
- Învârtita batută (« la tournoyante frappante ») est généralement dansée par groupes de 4 à 6 personnes et est aussi appelée Jiana (Jianească).